# Brákarey
Brákarey – niewielka wyspa znajdująca się w zachodniej części Islandii, w mieście Borgarnes, na fiordzie Borgarfjörður.
Wyspa połączona jest z miastem Borgarnes mostem. Znajduje się na niej jedna ulica Brákautbraut.